# Ignacio de las Casas
Pour les articles homonymes, voir De las Casas.
Ignacio de las Casas, né à Grenade en 1550 et mort à Ávila en juillet 1608, est un prédicateur jésuite espagnol théologien et arabisant d'origine morisque.

## Biographie
Ignacio de las Casas naît dans une famille morisque assimilée. Il est élève des jésuites. En 1572 il se rend à Rome pour entrer dans la Compagnie de Jésus. Il fait ses études au collège romain et déjà il y perfectionne sa connaissance de l'arabe classique et de l'hébreu avec le projet de travailler auprès des Maures. Connaissant l'arabe il voyage beaucoup de Valence jusqu'à Oran où il prêche le christianisme dans la langue arabe. Il défend l'usage de l'arabe dans l'instruction des enfants morisques. Fin connaisseur de l'islam l'Inquisition espagnole a souvent recourt à lui comme traducteur. En 1597 il doit remplir une mission délicate, celle d'établir l'authenticité des dits "livres de plomb". Son verdit assez négatif sur l'authenticité des documents et des reliques l'oblige à s'éloigner de Grenade. A la fin de sa vie il rédige ses mémoires dans lesquels il se montre critique vis-à-vis de la politique de la couronne espagnole à l'égard des Maures, lui défendant une politique de tolérence à leur égard et l'invitation à la conversion par la douceur face à la politique d'assimilation forcée pratiquée. Il sera désavoué.